# Parc-musée de la Venta
Le parc-musée de La Venta (en espagnol Parque-Museo de la Venta) est un musée archéologique de plein air situé près de la Laguna de las Ilusiones à Villahermosa au Mexique. Les monuments exposés proviennent du site olmèque de La Venta. Une partie du parc est consacrée à la faune et à la flore tropicales de la région.

## Histoire
Après qu'on y eut trouvé des gisements de pétrole, de graves menaces pesèrent sur le site de La Venta. La compagnie pétrolière mexicaine PEMEX est responsable de nombreux dommages. En 1958, le poète Carlos Pellicer Cámara sauva les plus belles sculptures en créant un parc archéologique à Villahermosa, où elles furent transportées.
En décembre 2011, les autorités mexicaines ont décidé de transférer plusieurs pièces archéologiques du Parc-musée de La Venta au musée régional d’anthropologie Carlos Pellicer de Villahermosa à la suite d'un vandalisme, en 2009, de 27 œuvres en pierre monumentales gravement endommagées.

## Collection
Le parc, d'une superficie de 8 ha, abrite trente-trois sculptures monumentales disséminées dans un environnement tropical : stèles, autels, têtes colossales et pavements de mosaïque, provenant  toutes du site de La Venta.

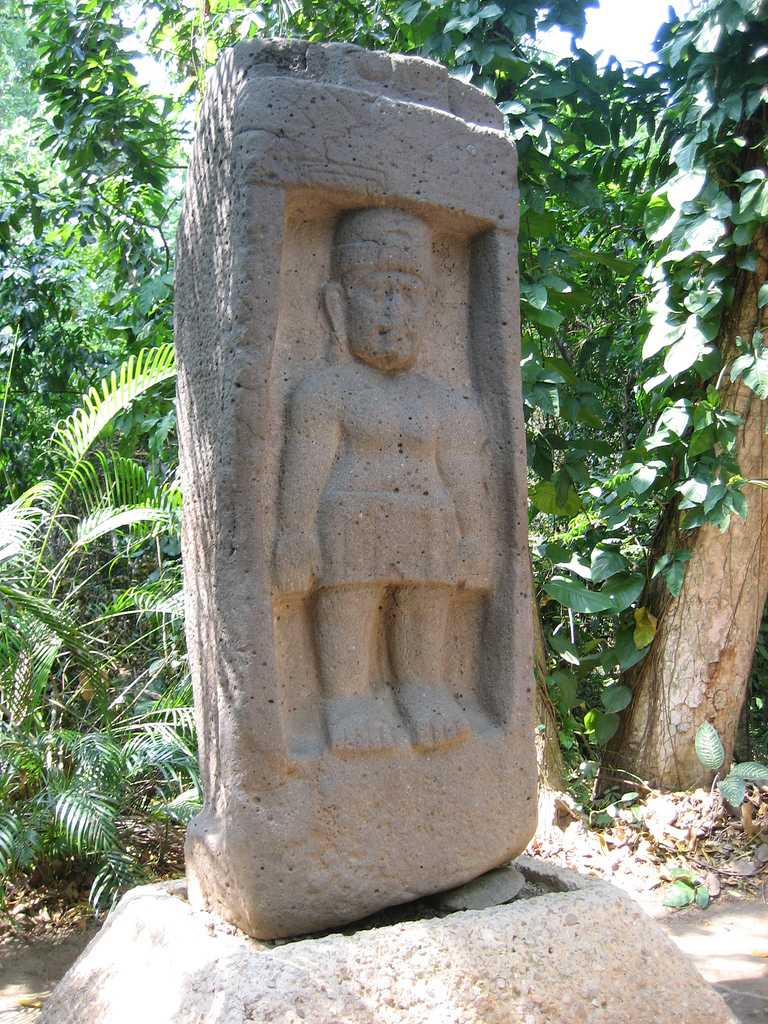
Stèle au parc de La Venta
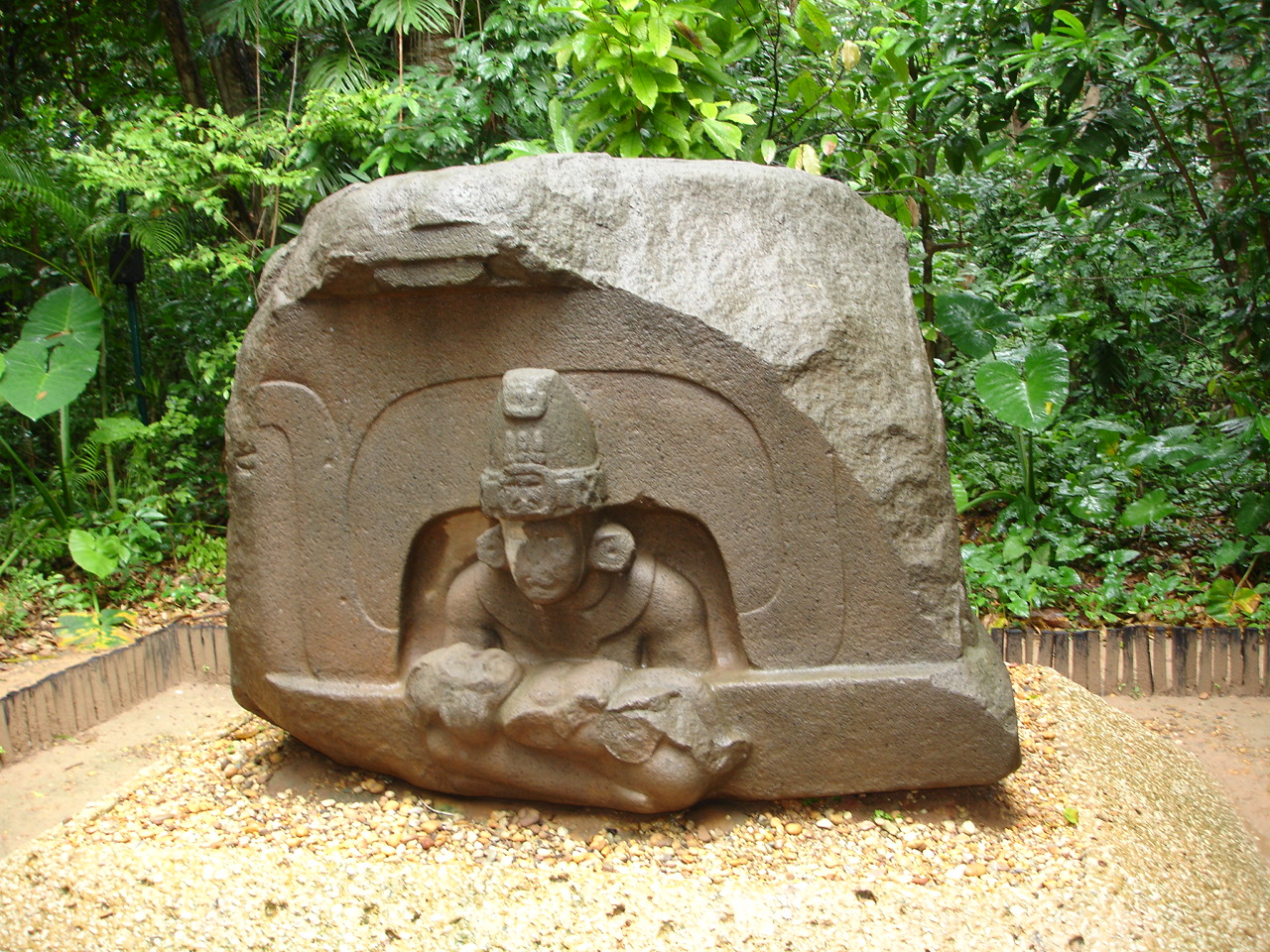
Autel no 5 au parc de La Venta
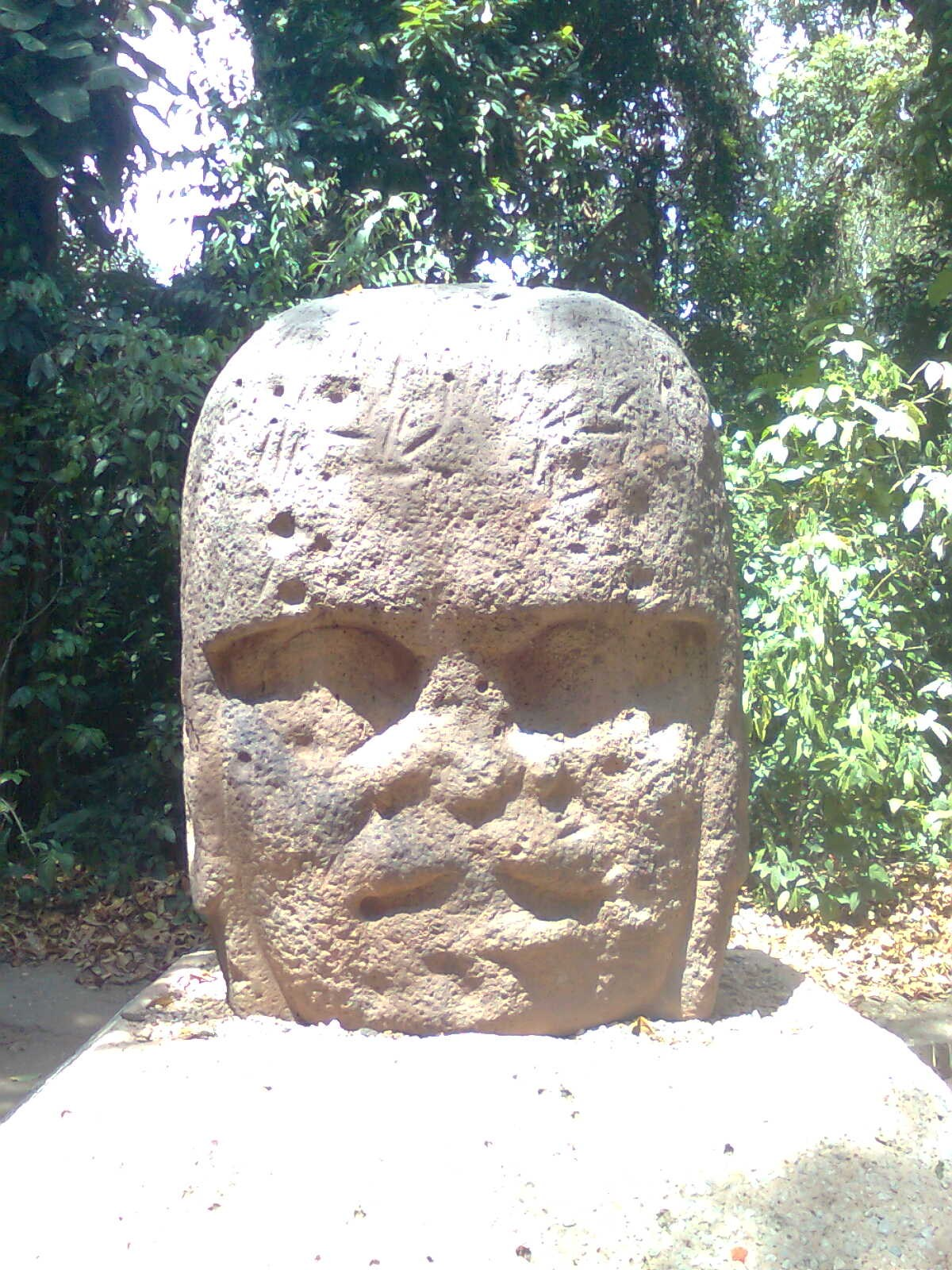
Monument no 3 au parc de La Venta